# Tuya (canción)
«Tuya» (estilizado en mayúsculas) es una canción de la cantante española Rosalía. Fue lanzado como sencillo el 9 de junio de 2023 a través de Columbia Records.

## Antecedentes y composición
La canción fue escrita por Rosalía y producida por sus colaboradores Chris Jedi y Gaby Music. La cantante filtró accidentalmente la canción en sus redes sociales el 31 de mayo y la eliminó rápidamente. Rosalía anunció el lanzamiento de la canción el 7 de junio. Un homenaje al amor femenino, según los informes, la canción está dedicada a la modelo y actriz Hunter Schafer, con quien la cantante mantuvo una relación en 2019.

## Video musical
El 7 de junio, compartió una vista previa del vídeo musical. El vídeo fue filmado en Tokio en mayo de 2023. Una publicación de anuncio en su Instagram incluía varias fotos detrás de escena del set de video.